# Lamone
Lamone é uma comuna da Suíça, no Cantão Tessino, com cerca de 1.621 habitantes. Estende-se por uma área de 1,8 km², de densidade populacional de 901 hab/km². Confina com as seguintes comunas: Bedano, Cadempino, Cureglia, Gravesano, Manno, Origlio, Torricella-Taverne.
A língua oficial nesta comuna é o Italiano.